# Divisione Nazionale 1930 (pallacanestro femminile)
Il campionato di Divisione Nazionale femminile FIP 1930 è stato il primo organizzato in Italia.
È stato vinto dalla Ginnastica Triestina.

## Fase finale

### Semifinali
| Torino 16 marzo 1930 | Ginnastica Torino | 9 – 0 | Cantoni Castellanza |  |

| Bologna 16 marzo 1930 | Ginnastica Triestina | 29 – 2 | Ginnastica Roma |  |

### Finali

#### Risultati
| Roma 23 marzo 1930 | Ginnastica Triestina | 12 – 10 | Ginnastica Torino |  |

## Verdetti
- Campione d'Italia:  Ginnastica Triestina

Formazione: Maria Cossovel, Laura Bidoli, Derna Polazzo, Silia Martini, Tina Steiner, Ada Novak, Elsa Maustig, Edmea Manfreda.